# Wolves in the Throne Room
Wolves in the Throne Room er et amerikansk black metal-band fra Olympia, WA. De optrådte på Odeon-scenen på Roskilde Festival i 2009, og har to gange givet koncert på Loppen – en gang i 2009 og senest 1. juni 2010.

## Medlemmer
- Nathan Weaver – guitar, vokal
- Aaron Weaver – trommer
- Will Lindsay – guitar

## Biografi
I løbet af sommeren 2002 på et "Earth First" samlingssted i Cascade Mountains i staten Washington, USA, var guitarist Nathan Weaver inspireret til at skabe et band, der havde en øko-åndelig bevidsthed og lyden af norsk 90'er Black Metal. Bandet stræber efter at skabe et mytisk rum, hvor både kunstneren og lytteren kan blive henført til det helt jordnære. 
Den mystiske og vilde energi og lyd af skovene i det nordvestlige Washington er hvad Wolves In The Throne Room prøver på at opnå.
I foråret 2004 flyttede Nathan og hans bror, trommeslager Aaron Weaver, til en forfalden gård i udkanten af Olympia, WA. Oprettelsen af deres gård-højborg, kaldet Calliope, er uløseligt forbundet med udviklingen af Wovles In The Throne Room. Det var i den første lange, mørke vinter på gården, at bandet udviklet deres trance-inducerende lyd og styrkede den brændende hensigt. Elementer af black metal, crust punk, folkemusik, thrash metal og drone musik er med til at skabe den unikke lyd.
Siden dengang er Wovles In The Throne Room er steget op til det øverste lag af undergrundens scene ved at skabe en transformativ og apokalyptiske musikalske manifestation, der er kommet til helt at overskride de hidtil kendte black metal-labels.
Wovles In The Throne Room's første studiealbum, the lush and atmospheric Diadem of 12 Stars (A Shimmering Radiance), blev udgivet i foråret 2006. Den blev indspillet på bånd af Tim Green i Louder Studios i San Francisco. Diadem blev meget vel modtaget og fik hurtigt etableret kultstatus. Wovles In The Throne Room blev af pressen indvarslet som en af de mest lovende Black Metal bands fra USA, selv om bandet har understreget i flere interviews, at de har meget lidt til fælles med deres mere sataniske genrefrænder.
Efteråret 2006 bragte en nyt samarbejde med producer Randall Dunn og deres andet episke album Two Hunters, som er et mesterligt mørk og følelsesmæssigt album, der yderligere etablerede Wovles In The Throne Room som et band der ikke er bange for at følge deres egen vej.
I 2008 afsluttede de deres 3. Studiealbum, med den kryptisk titel Black Cascade. Denne mono indspilning på 2-tommer bånd på en 1973 Neve Console af Producer Randall Dunn, giver bandet en mørk og havdyb lyd. Black Cascade hæver Wolves In The Throne Room til elitens rækker i den ekstreme musikverdenen.

## Diskografi

### Studiealbum
- 2006: Diadem of 12 Stars
- 2007: Two Hunters
- 2009: Black Cascade
- 2011: Celestial Lineage
- 2014: Celestite
- 2017: Thrice Woven
- 2021: Primordial Arcana

### Ep'er
- 2009: Malevolent Grain

### Livealbum
- 2008: Live at Roadburn 2008

### Demoer
- 2004: Wolves in the Throne Room
- 2005: Unavngivet demo

## Interview
- Interview (2006) af Bradley Smith på Nocturnal Cult Magazine
- Interview (2007) af Brandon Stosuy på